# Tachibana Akito
Akito Tachibana (sinh ngày 13 tháng 10 năm 1988) là một cầu thủ bóng đá người Nhật Bản.

## Sự nghiệp câu lạc bộ
Akito Tachibana đã từng chơi cho Shimizu S-Pulse và Matsumoto Yamaga FC.